# Cédric Vallet
Cédric Vallet (* 22. September 1971 in Megève) ist ein ehemaliger französischer Skilangläufer.

## Werdegang
Vallet trat international erstmals bei den Junioren-Skiweltmeisterschaften 1990 in Les Saisies in Erscheinung. Dort belegte er den 21. Platz über 10 km klassisch, den 19. Rang über 30 km Freistil und den neunten Platz mit der Staffel. Im folgenden Jahr holte er bei den Junioren-Skiweltmeisterschaften in Reit im Winkl die Silbermedaille über 30 km Freistil. Bei den Olympischen Winterspielen 1992 in Albertville kam er auf den 79. Platz über 10 km klassisch und auf den 68. Rang in der Verfolgung und bei den Nordischen Skiweltmeisterschaften 1993 in Falun auf den 44. Platz über 30 km klassisch, auf den 31. Rang über 50 km Freistil und auf den zehnten Platz mit der Staffel. Seine beste Platzierung bei den Olympischen Winterspielen 1994 in Lillehammer war der 32. Platz über 30 km Freistil. Im Continental-Cup errang er im Januar 1994 in Oberhof mit dem zweiten Platz über 15 km Freistil seine einzige Podestplatzierung in dieser Rennserie.